# Rachel Bolan
Rachel Bolan, född 9 februari 1966 i Perth Amboy, New Jersey som James Southworth, är en amerikansk basist och låtskrivare. Han är mest känd som basist och enda ständige medlem i rockbandet Skid Row.
2007 producerade han även debutalbumet för The Luchagors.